# 馬修·尤爾曼
馬修·尤爾曼（英語：Matthew Jurman；1989年12月8日—）是澳大利亞的一位職業足球運動員，擁有克羅埃西亞血統。他在場上的位置主要是中後衛，但也可司職左後衛。尤爾曼現在效力於沙地聯球隊伊蒂哈德。他也代表澳大利亞國家足球隊參加國際賽事。

## 外部連結
- 馬修·尤爾曼在 kleague.com上的出场纪录（韓語）
- Football-lineups profile